# Мальково
Мальково (хорв. Maljkovo) — населений пункт у Хорватії, у Сплітсько-Далматинській жупанії у складі громади Хрваце.

## Населення
Населення за даними перепису 2011 року становило 76 осіб.
Динаміка чисельності населення поселення:

## Клімат
Середня річна температура становить 11,71 °C, середня максимальна – 25,13 °C, а середня мінімальна – -2,69 °C. Середня річна кількість опадів – 936 мм.
| Клімат поселення                              | Клімат поселення | Клімат поселення | Клімат поселення | Клімат поселення | Клімат поселення | Клімат поселення | Клімат поселення | Клімат поселення | Клімат поселення | Клімат поселення | Клімат поселення | Клімат поселення | Клімат поселення |
| Показник                                      | Січ.             | Лют.             | Бер.             | Квіт.            | Трав.            | Черв.            | Лип.             | Серп.            | Вер.             | Жовт.            | Лист.            | Груд.            |                  |
| Середній максимум, °C                         | 8,60             | 9,06             | 12,28            | 15,94            | 20,50            | 24,45            | 25,13            | 25,02            | 21,00            | 16,60            | 11,54            | 8,70             |                  |
| Середня температура, °C                       | 2,96             | 3,43             | 6,64             | 10,30            | 14,87            | 18,80            | 21,09            | 20,95            | 16,94            | 12,53            | 7,46             | 4,64             |                  |
| Середній мінімум, °C                          | −2,69            | −2,23            | 1,00             | 4,67             | 9,21             | 13,15            | 17,02            | 16,87            | 12,86            | 8,47             | 3,41             | 0,57             |                  |
| Норма опадів, мм                              | 75               | 67               | 72               | 82               | 68               | 68               | 47               | 58               | 84               | 100              | 117              | 98               |                  |
| Середньомісячна швидкість вітру, м/с          | 2.04             | 2.34             | 2.52             | 2.44             | 2.20             | 1.94             | 1.94             | 1.80             | 1.94             | 1.99             | 2.32             | 2.32             |                  |
| Середньомісячна сонячна радіація, кДж/м²·день | 5351             | 8099             | 11756            | 16067            | 19857            | 22442            | 24124            | 21253            | 15795            | 10312            | 5831             | 4565             |                  |
| --------------------------------------------- | ---------------- | ---------------- | ---------------- | ---------------- | ---------------- | ---------------- | ---------------- | ---------------- | ---------------- | ---------------- | ---------------- | ---------------- | ---------------- |
| Джерело:                                      |                  |                  |                  |                  |                  |                  |                  |                  |                  |                  |                  |                  |                  |